# Бри (сыр)
Бри (фр. Brie) — мягкий сыр из коровьего молока, получивший своё имя по названию французской провинции (расположена в центральном регионе Иль-де-Франс недалеко от Парижа), где его впервые стали делать.
Бри — один из самых знаменитых французских сыров, известный по всему миру. Однако, поскольку это название объединяет большое количество отдельных разновидностей, корректнее говорить о семействе сыров бри.
В разных странах производится множество сортов сыра, включая обычный бри, сыр с травами, двойной и тройной бри и сорта не из коровьего молока. Существует более десятка разновидностей бри, однако только два вида — Бри де Мо (Brie de Meaux) и Бри де Мелен (Brie de Melun), носящие названия небольших городков, расположенных к востоку от Парижа, имеют во Франции сертификацию АОС (фр. Appellation d'origine contrôlée).

## История
Бри — один из самых древних французских сыров. Известно, что это был один из самых популярных сыров ещё в средние века.
Бри всегда был сыром королей. Бланка Наваррская, графиня Шампанская, имела обыкновение посылать бри в качестве дара королю Филиппу Августу, который приходил от него в восторг. С наступлением Рождества придворные дамы всегда с нетерпением ждали в качестве подарка от Шарля Орлеанского свежий сыр бри. Большими любителями бри были королева Марго и Генрих IV.

## Особенности
Для бри характерен бледный цвет с сероватым оттенком под «благородной» белой плесенью (Penicillium camemberti или Penicillium candidum). По форме представляет собой «лепешки» диаметром 30-60 сантиметров и толщиной 3-5 сантиметров. Сыр мягкий и приятный на вкус с лёгким запахом нашатыря. Плесневая корочка имеет выраженный аммиачный аромат, однако съедобна.
Молодой бри имеет мягкий и нежный вкус. По мере созревания мякоть приобретает остроту. Чем тоньше лепёшка бри — тем острее сыр. Бри производят в любое время года, и он является одним из самых «универсальных» французских сыров, так как хорошо подходит и к праздничному столу, и к обычному обеду. Бри лучше есть, когда он имеет комнатную температуру, поэтому вынимать из холодильника (или погреба) его надо заранее. Хранить лучше при температуре +2…-4 °C.
Бри по вкусу похож на камамбер, но его жирность несколько выше.

## Хранение
Сыр Бри, как камамбер и циррус, считается мягким сыром. Этот особый вид сыра очень насыщенный и сливочный, в отличие от чеддера. Эта мягкость позволяет быстро распространяться бактериям при неправильном хранении сыра. Рекомендуется охлаждать сыр бри сразу после покупки и хранить его в холодильнике до полного потребления. Оптимальная температура хранения для бри составляет 4 °С или даже ниже. Сыр следует хранить в герметично закрытой емкости или пластиковой упаковке, чтобы избежать контакта с влагой и бактериями, вызывающими загрязнение пищи, что сократит срок годности и свежесть продукта. Предприятия, производящие этот сыр, обычно рекомендуют употреблять его в пищу до оптимального срока годности и не позднее, чем через неделю после. Несмотря на то, что в это время сыр все еще можно употреблять, считается, что его качество значительно снижается. В случае, если на сыре появляется синяя или зелёная плесень, его больше нельзя употреблять в пищу, и его нужно сразу же выбрасывать, чтобы предотвратить пищевое отравление. Плесень не должна быть отрезана для продолжения потребления, так как существует высокий риск того, что споры плесени уже распространились по всему сыру.